# Sierra de las Villuercas
La sierra de las Villuercas es un conjunto montañoso perteneciente a los montes de Toledo, en la provincia española de Cáceres. Su pico de mayor altitud le corresponde al Pico Villuercas de 1601 m sobre el nivel del mar.
La sierra de las Villuercas se extiende por cerca de 30 kilómetros en dirección nornoroeste-sursureste en el sureste de la provincia de Cáceres, en la comunidad autónoma de Extremadura.

## Historia
Esta zona montañosa fue el escenario de la batalla de Sierra Guadalupe, un conflicto sangriento a comienzos de la guerra civil española.